# Autosan

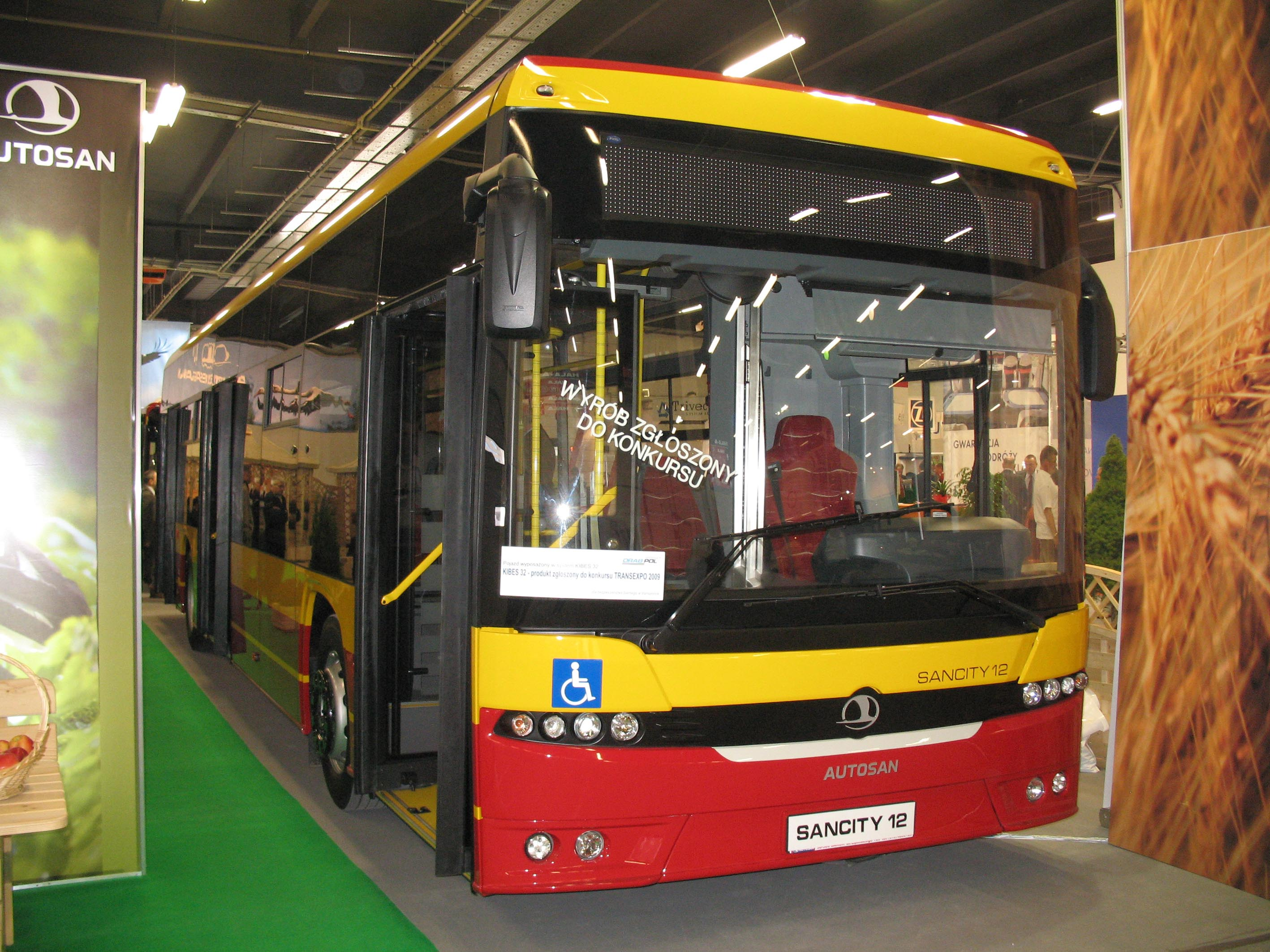
Autosan M12LE Sancity

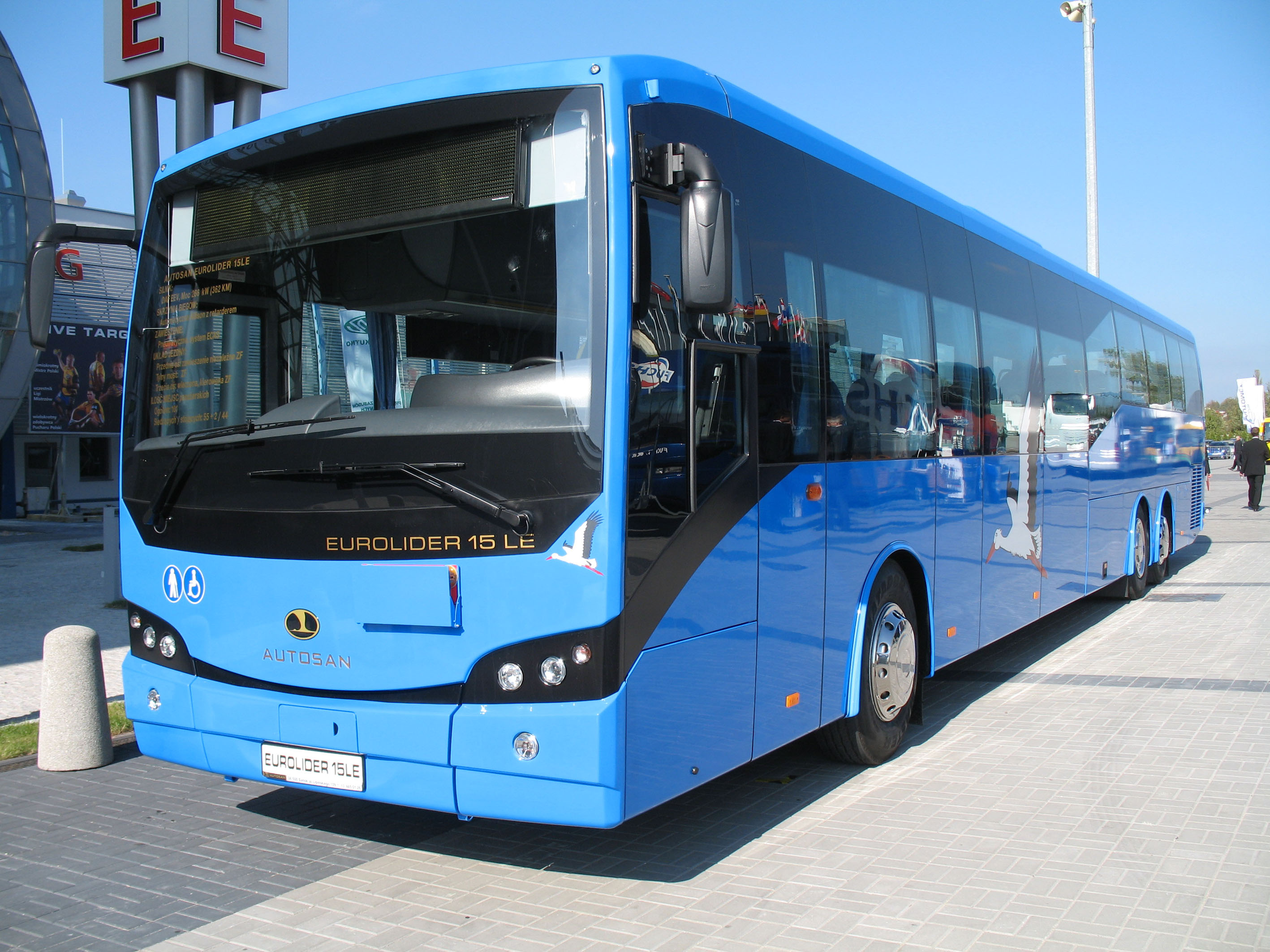
Autosan Eurolider 15 LE

Autosan Sp. z o.o., precedentemente Sanocka Fabryka Autobusów "Autosan", è un'azienda meccanica polacca specializzata nella produzione di veicoli da trasporto, in particolare autobus e filobus e mezzi ferroviari.
L'azienda è presente anche nel settore difesa con la produzione di shelter trasportabili con caratteristiche anti radiazione elettromagnetica.

## Produzione
Autobus urbani
- Autosan M09LE Sancity
- Autosan Sancity 10LE
- Autosan Sancity 12LE
- Autosan Sancity 12LF
- Autosan Sancity 18LF
- Autosan H7-20 Solina City
- Autosan Wetlina City

Autobus interurbani
- Autosan A0808T "Gemini"
- Autosan A0909L "Tramp 2" (Autosan Scamp)
- Autosan A1010T "Lider 3"
- Autosan A1012T "Lider"
- Autosan A1212C "Eurolider"
- Autosan A1213C "Eurolider"
- Autosan A1213CLE "Eurolider"

Autobus turismo
- Autosan A0808T "Gemini"
- Autosan Tramp FL
- Autosan A1012T "Ramzes"